# Christina Bertrup
Christina Bertrup (Sundsvall, 23 december 1976) is een Zweeds curler.

## Biografie
Bertrup werd geboren op 23 december 1976 in de parochie Sköns in de gemeente Sundsvall in de provincie Västernorrlands län. In 2000 brak ze internationaal door toen ze op het Europees kampioenschap in Oberstdorf met Zweden kampioen werd. In totaal won ze tot op heden drie Europese titels. Op het wereldkampioenschap won ze twee zilveren medailles. In 2002 en 2014 maakte ze deel uit van de Zweedse ploeg op de Olympische Winterspelen. In Salt Lake City werd ze zesde, in Sotsji won ze een zilveren medaille.